# Gaverina Terme
Gaverina Terme – miejscowość i gmina we Włoszech, w regionie Lombardia, w prowincji Bergamo.
Według danych na styczeń 2009 gminę zamieszkiwały 932 osoby przy gęstości zaludnienia 179,9 os./km².